# 張輔 (西晉)
張輔（3世纪—305年），字世偉，南陽郡西鄂縣（今河南省南陽市臥龍區北）人，西晉官員，官至秦州刺史。東漢時著名天文學家、發明家張衡的後代。

## 生平
張輔年輕時已表現出才幹和器度，與表兄劉喬齊名。張輔最初為藍田縣令，當時任強弩將軍的西州大族龐宗與護軍趙浚自恃是當地豪強，放縱僮僕生事，困擾百姓。張輔卻不畏豪強，捉拿並依法殺了兩名僕童，又奪去龐宗二百多頃田地並分配給貧戶，受到當地人民稱許。轉任山陽縣令後，發現太尉陳準的家僮在當地橫行不法，張輔又將他處死。張輔後遷尚書郎，封宜昌亭侯。
張輔後又轉任御史中丞。當時積弩將軍孟觀與明威將軍郝彥不和，孟觀則以軍中事務陷害郝彥；同時，當時寵臣賈謐、潘岳和石崇等互相推許對方；義陽王司馬威又被揭作虛假冒充的事。但張輔仍不因他們是重臣或宗室而徇私，都彈劾他們。及後張輔改任中正，對先前在梁州刺史楊欣遇姊喪後不久便強行迎娶楊欣之女的車騎長史韓預貶低評級，以清風俗，得到當時議論者的稱頌。連趙王司馬倫的寵臣孫秀也欣賞他典雅方正的行為，不理會司馬威對張輔的誣陷。
張輔後遷馮翊郡太守。太安二年（303年），太尉司馬乂見河間王司馬顒割據關中地區，有不臣之心，上告晉惠帝並密詔雍州刺史劉沈和秦州刺史皇甫重討伐司馬顒。但同時司馬顒已撥大軍給部將張方，聯合成都王司馬穎進攻洛陽。太安三年（304年），司馬顒被劉沈擊敗，被逼退回長安。張輔見此，則領兵營救司馬顒，將劉沈擊敗。司馬顒十分感謝張輔，永興二年（305年），皇甫重兵敗被殺，以張輔為秦州刺史。
張輔到秦州上任後，先殺天水郡太守封尚以樹立威名，又召東羌校尉、隴西郡太守韓稚會議，但因分歧而未有結果。韓稚之子韓朴則領兵襲擊張輔，諸羌胡因怨張輔錯殺高僧帛遠而率輕騎參戰，張輔於遮多谷谷口與韓朴大戰，但被擊敗，最終被封尚舊將富整所殺。

## 延伸阅读
[在维基数据编辑]
 《晉書·卷060》，出自房玄齡《晉書》